# دانشگاه موسیقی و هنرهای نمایشی وین
دانشگاه موسیقی و هنرهای نمایشی وین (به آلمانی: Universität für Musik und darstellende Kunst Wien) که گاهی از آن به اختصار «دانشگاه موسیقی وین» یا با نام‌های قدیمی آن «آکادمی موسیقی وین» یا «مدرسهٔ عالی موسیقی وین» نامبرده می‌شود، دانشگاهی دولتی در کشور اتریش است که در شهر وین قرار دارد. برخی از منابع از این دانشگاه به عنوان بزرگترین دانشگاه هنر اتریش و نیز بزرگترین دانشگاه موسیقی جهان نام برده‌اند.

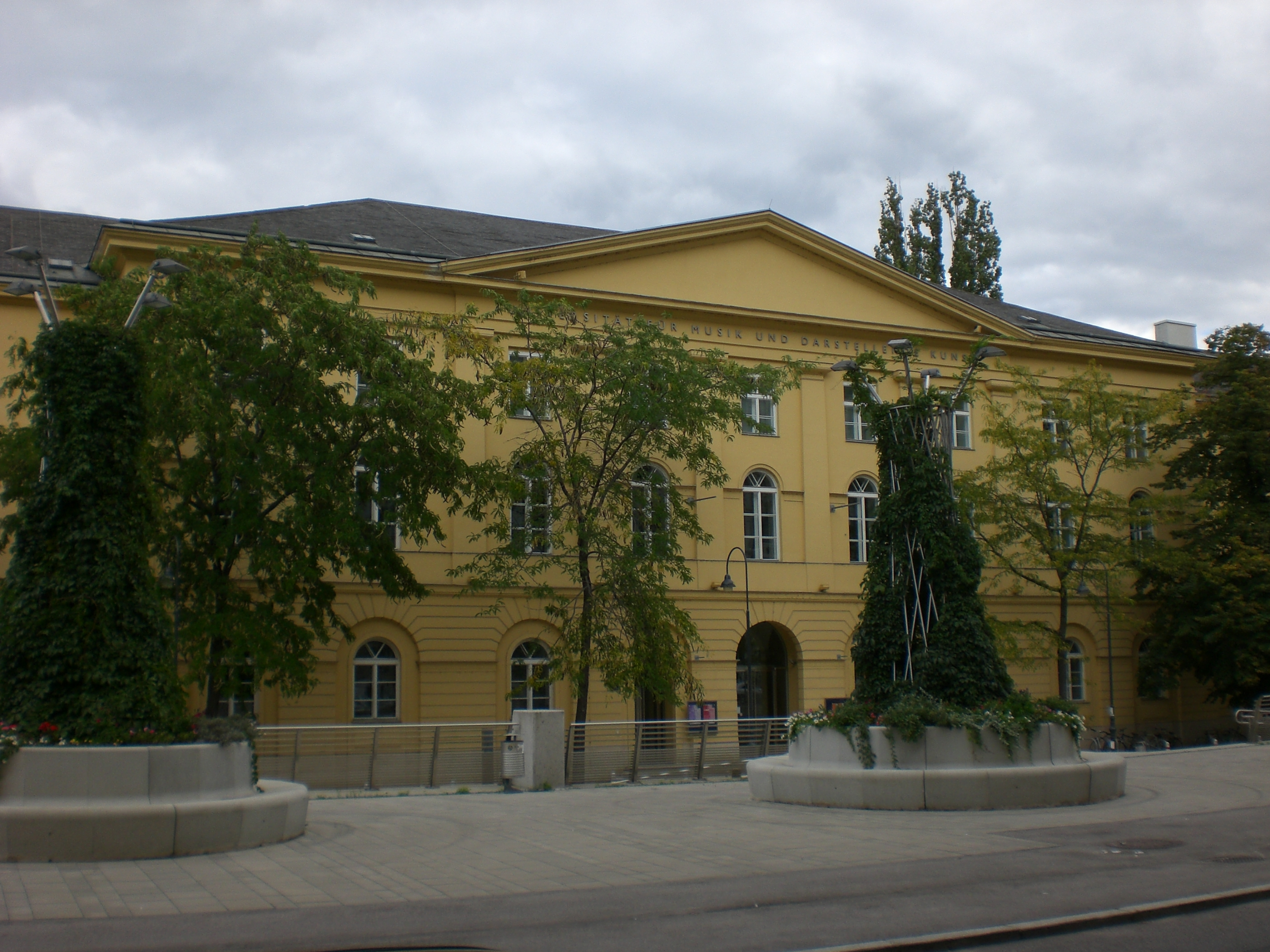
ساختمان مرکزی دانشگاه موسیقی و هنرهای نمایشی وین (سال ۲۰۰۷)

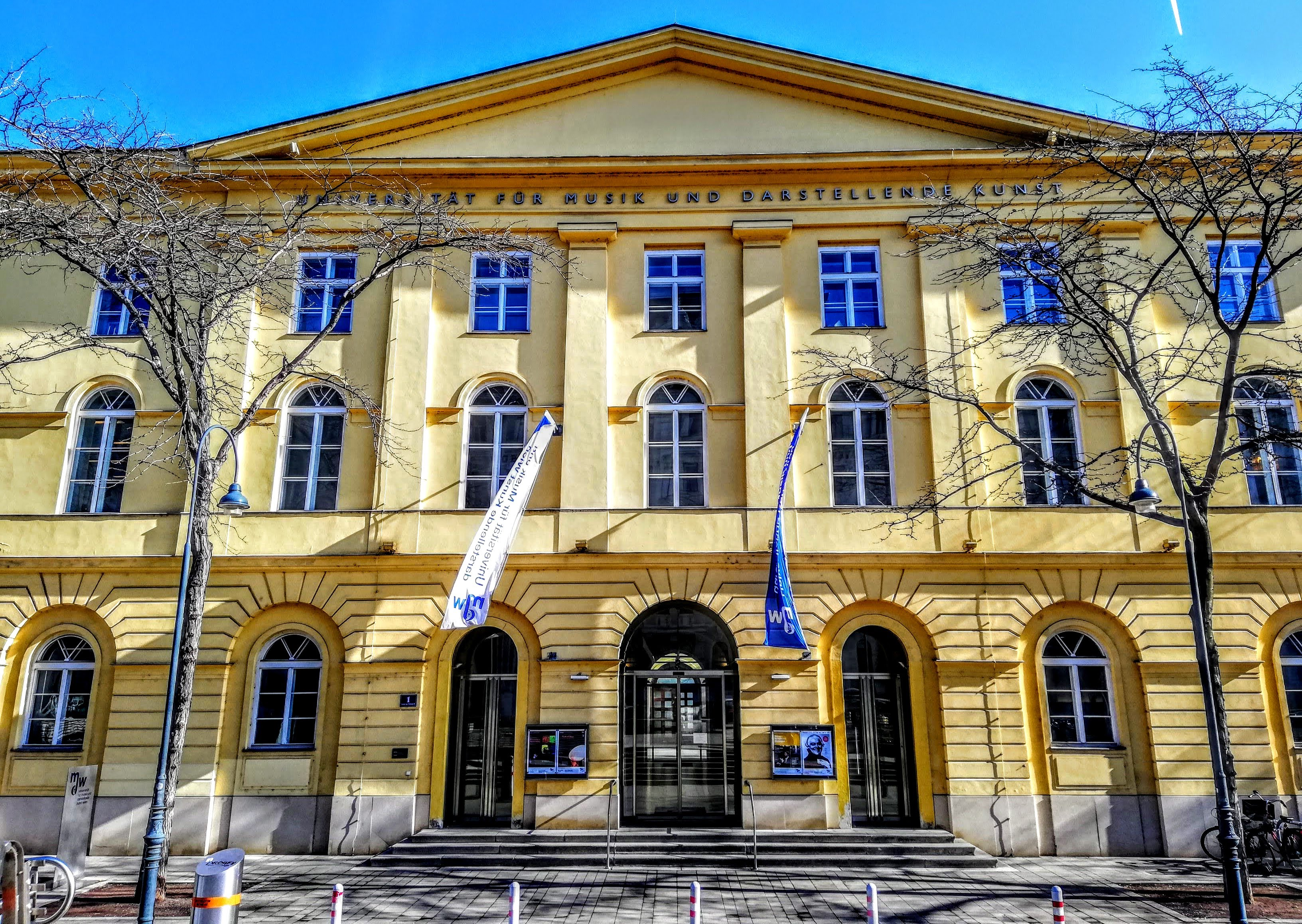
ساختمان اصلی

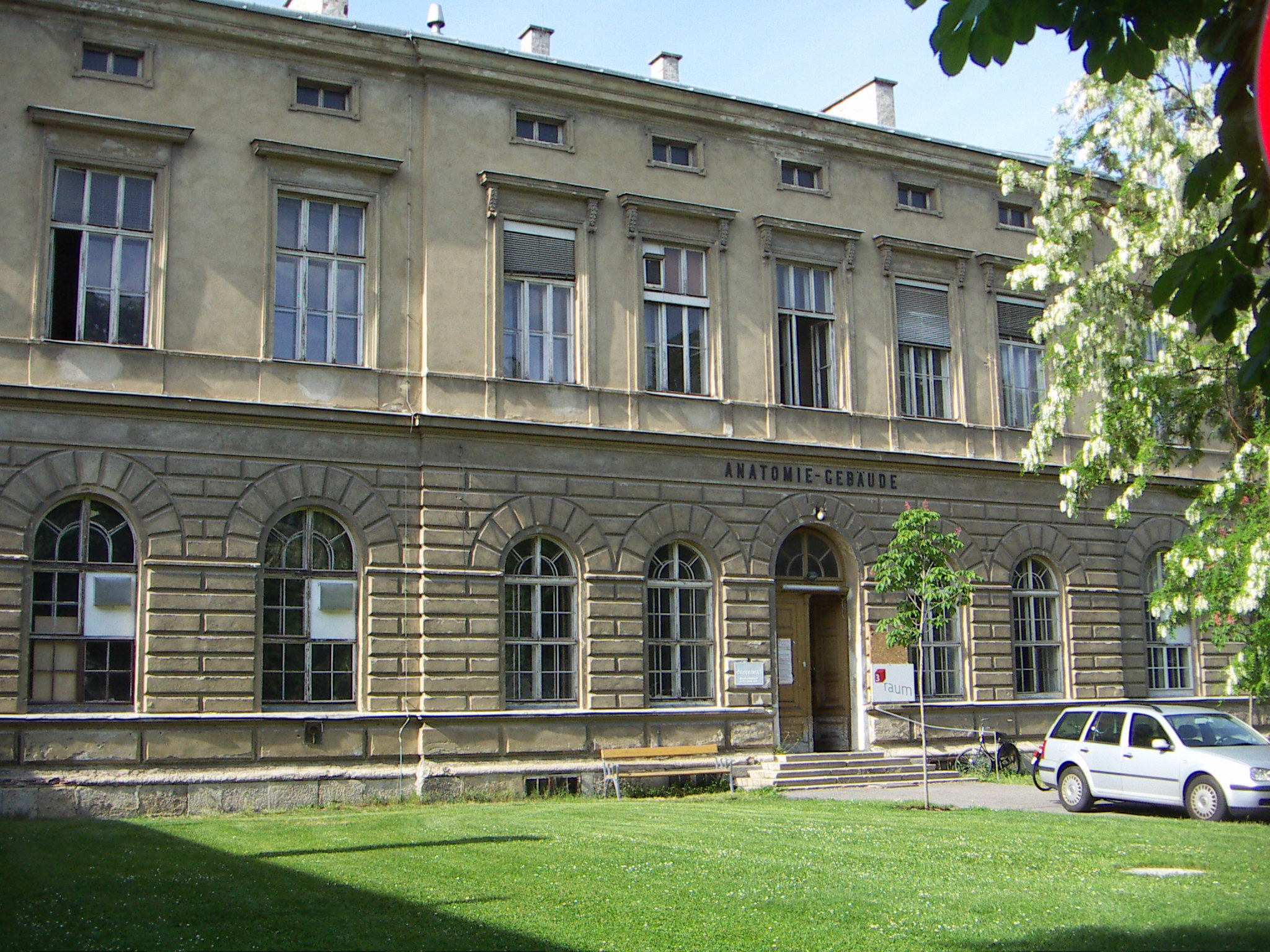
دانشگاه موسیقی و هنرهای نمایشی وین

## تاریخچه
اعلان برای تأسیس یک کنسرواتوار در وین در سال ۱۸۰۸ میلادی آغاز شد. در سال ۱۸۱۱، «طرحی برای یک مؤسسهٔ آموزش موسیقی» در وین منتشر شد. یک سال بعد، انجمن دوستداران موسیقیبا هدف غایی تأسیس یک کنسرواتوار در وین شکل گرفت. سرانجام کنسرواتوار وین در سال ۱۸۱۷ بنیان‌گذاشته شد. با آن که قرار بر این بود که کنسرواتوار وین از کنسرواتوار پاریس الگو بگیرد، اما به علت کمبود بودجه تنها به عنوان یک مدرسهٔ آموزش خوانندگی شروع به کار کرد. آنتونیو سالیری نخستین رئیس کنسرواتوار بود. در سال ۱۸۱۹، یوزف بومبه استخدام کنسرواتوار درآمد و در سال ۱۸۲۷ کنسرواتوار دوره‌هایی برای اکثر سازهای ارکسترال ارائه می‌داد.
کنسرواتوار تا پیش از سال ۱۹۰۹، با نام «کنسرواتوار انجمن دوستداران موسیقی»فعالیت می‌کرد. در آن سال با تصمیم امپراتور اتریش، به یک نهاد دولتی تبدیل شد و نام آن به «آکادمی سلطنتی موسیقی و هنرهای نمایشی»تغییر یافت. پس از تغییر نام‌های گوناگون به علل سیاسی همچون وقوع و تبعات جنگ‌های جهانی اول و دوم، عاقبت نام آن از سال ۱۹۷۰ تا ۱۹۹۷ به «مدرسهٔ‌عالی موسیقی و هنرهای نمایشی»و سرانجام در سال ۱۹۹۸، به نام کنونی آن یعنی «دانشگاه موسیقی و هنرهای نمایشی وین» تغییر یافت.

## گروه‌های آموزشی
- گروه آموزشی آهنگسازی و الکتروآکوستیک.
- گروه آموزشی رهبری ارکستر.
- گروه آموزشی تاریخ، تئوری و آنالیز موسیقی.
- گروه آموزشی سازهای شستی‌دار.
- گروه آموزشی سازهای زهی.
- گروه آموزشی «لئونارد برنستاین» برای سازهای بادی و کوبه‌ای.
- گروه آموزشی «یوزف هایدن» برای ارکسترهای مجلسی و خاص.
- گروه آموزشی موسیقی کلیسایی، سازهای ارگ و تحقیقات.
- گروه آموزشی صدا و موسیقی تئاتری.
- گروه آموزشی سمینار «مکس راینهاردت» برای نمایش.
- گروه آموزشی «آکادمی فیلم وین» برای فیلم و تلویزیون.
- گروه آموزش موسیقی.
- گروه آموزشی موسیقی و بخش‌های تحصیلاتی.
- گروه آموزشی موسیقی درمانی.
- گروه آموزشی و تحقیقات سبک در موسیقی.
- گروه آموزشی موسیقی پاپ
- گروه آموزشی «لودویگ فان بتهوون» برای سازهای شستی‌دار در موسیقی.
- گروه آموزشی «هِلمِزبِرگِر»[ج]برای آموزش زهی‌ها.
- گروه آموزشی «فرانتس شوبرت» برای سازهای بادی و کوبه‌ای در موسیقی آموزشی.
- گروه آموزشی «آنتونیو سالییری» برای آموزش بخش صدا و موسیقی.
- گروه آموزشی «آنتون بروکنر» برای پژوهش موسیقی و آموزش گوش.
- گروه آموزشی تحقیقات موسیقی و اتنوموزیکولوژی.
- گروه آموزشی آکوستیکِ موسیقی و «سبک صدای وینی»[چ].
- گروه آموزشی جامعه‌شناسی موسیقی.
- گروه آموزشی مدیریت و مطالعات فرهنگی.

## استادان برجستهٔ پیشین
- آنتون بروکنر
- یوزف کریپس
- فردیناند لووه
- مکس راینهاردت
- آنتونیو سالییری
- امیل فون زاور
- آرنولد شونبرگ
- ریشارد اشتور
- هانس سواروفسکی
- فلیکس واینگارتنر

## فارغ‌التحصیلان برجسته

### رهبران ارکستر
- کلودیو آبادو
- نیکلاوس هارننکور
- ماریس یانسونس
- هربرت فون کارایان
- گوستاو مالر
- زوبین مهتا
- فلیکس موتل
- آرتور نیکیش
- هانس ریشتر
- نادر مشایخی
- پتر آلکساندر

### آهنگسازان
- جورجه انسکو
- کارل گلدمارک
- گوستاو مالر
- ژان سیبلیوس
- هوگو ولف
- علیرضا مشایخی
- احمد پژمان
- الکساندر فن تسملینسکی

### نوازندگان سازهای زهی
- یوزف یواخیم
- کارل فلش
- فریتس کرایسلر

### فیلم و تئاتر
- ماکس اشتاینر
- سوفی رویز
- اولریش زایدل

## یادداشت
1. ↑  به‌آلمانی:Gesellschaft der Musikfreunde
2. ↑  به‌آلمانی:Joseph Böhm
3. ↑  به‌آلمانی:Konservatorium der Gesellschaft der Musikfreunde
4. ↑  به‌آلمانی:k.k. Akademie für Musik und darstellende Kunst
5. ↑  به‌آلمانی:Hochschule für Musik und darstellende Kunst
6. ↑  به‌آلمانی:Hellmesberger
7. ↑  به‌آلمانی:Wiener Klangstil